# 巴尔法尔塔
巴尔法尔塔，是西班牙阿拉贡自治区韦斯卡省的一个市镇。总面积33平方公里，总人口95人（2001年），人口密度3人/平方公里。